# Paraspeckle
Els paraspeckles són compartiments subcel·lulars de forma irregular presents a l'espai intercromatínic, amb una mida d'aproximadament 0,2 a 1 μm. Se sap que existeixen a totes les cèl·lules primàries humanes, llinatges cel·lulars transformats i seccions de teixits. El seu nom deriva de la seva distribució al nucli: para és una abreviatura de «paral·lel» i speckles fa referència als speckles d'excisió, als quals sempre estan pròxims.